# Segelclub Hansa Münster
Der Segelclub Hansa Münster e. V. wurde am 16. Januar 1973 (noch ohne eigenes Segelrevier) gegründet. Mit weit über 600 Mitgliedern und etwa 50 clubeigenen Booten gilt er heute als größter Segelverein Münsters. Heute liegen das Clubhaus und der Hafen des SC Hansa am südwestlichen Teil des Aasees, gegenüber von Freilichtmuseum und Allwetterzoo, auf der vom Stadtzentrum entfernter gelegenen Hälfte des Sees.
Die Clubflotte inklusive der Privatboote umfasst folgende Bootsklassen: Optimist, Laser, Europe, Pirat, Conger, O-Jolle, 420er, 470er, Korsar, Flying Dutchman, VB-Jolle, Hansa-Jolle, BM-Jolle, Fam, Finn-Dinghy, Polyvalk, Schwert- und Kielzugvogel sowie C55 und SB3/SB20. Clubeigen sind über 50 der Jollen bzw. Kielboote, wovon der größte Teil für Ausbildung, Trainings sowie Freizeitsegeln für Clubmitglieder bereitstehen. Eine kleine Anzahl ist dem Leistungssegeln vorbehalten.
Das Vereinskürzel des Segelclubs Hansa Münster ist SHM. Der Stander des Vereins zeigt – gehalten in den Farben der Bundesrepublik Deutschland, Westfalens, der Stadt Münster und der Hanse – ein gelbes Balkenkreuz in weiß eingefasst auf rotem Grund mit dem stilisierten Rathaus der Stadt Münster im oberen Feld.

## Sportliche Erfolge
1979 wurden Michael Tiemann und Christoph Hein Vizemeister bei der Deutschen Jugendmeisterschaft der Piraten-Klasse. Im Jahr 1980 gewannen Stephan und Christoph Hein die Hochschulmeisterschaft vor Kiel-Schilksee ebenfalls im Piraten. In der Folgezeit wurden die Hochschulmeisterschaften in der Piraten-Klasse noch mehrmals gewonnen.
Im Jahre 1981 wurde der SC Hansa mit der Ausrichtung der Landesmeisterschaft NRW für die Piraten beauftragt. Sieger der Landesmeisterschaft wurde das Team Michael Tiemann und Christoph Hein auf dem eigenen See. Zwei Jahre später ersegelten Tiemann und Hein für den SC Hansa den Sieg der Europameisterschaft in der Bootsklasse Pirat in Kiel-Schilksee. Im gleichen Jahr wurden sie zudem auch Internationale Deutsche Vizemeister. 1985 wurde das Piratenteam Manuel Stiff und Georg Uekötter Internationaler dänischer Vizemeister und Dritter bei der Internationalen Ungarischen Meisterschaft.
Philipp Meurer startete in der Bootsklasse International Moth Class („Motte“) für den Segelclub Hansa Münster bei einer Weltmeisterschaft, einer Europameisterschaft und vier Internationalen Deutschen Meisterschaften.
Ein Spitzensegler vom SC Hansa war Christoph Hein. Er wurde mit wechselnden Steuerleuten zweimal deutscher Vizemeister, viermal westfälischer Landesmeister, sechsmal errang er den Leistungspaß des DSV und 1983 wurde er Europameister.
2004 ersegelte Kim Selle den Meistertitel bei der Internationalen Tschechischen Meisterschaft. Valentin Kemper errang bei der Internationalen Deutschen Meisterschaft am Müggelsee den Titel des Vizemeisters und sein Bruder Florian Kemper wurde Junioreneuropameister bei den Piraten sowie Vizemeister der Jugendmeister.
Im Jahr 2007 errang Franziska Hagemann mit Johann Hensel als Vorschoter den U-17-Meistertitel und Jakob von Hausen mit Maja Gnegel den 3. Platz bei der Internationalen deutschen Jugendmeisterschaft der Piraten.
2008 erkämpfte Elisabeth Baumgart mit Vorschoterin Annika Werner den deutschen Vizemeistertitel, den deutschen U-17-Meistertitel und den europäischen U-18-Meistertitel sowie die Auszeichnung als beste europäische Damencrew. Florian Kemper, der von klein auf im SC Hansa auf dem Aasee segelte, wurde 2008 (gestartet für den KYC) deutscher Meister der 49er Bootsklasse und konnte sich damit für die „Meisterschaft der Meister“ der Segelzeitschrift Yacht qualifizieren. Hier errang er mit seiner Crew Wolf Jeschonnek und Michael Krause den 1. Platz und wurde damit Meister der Meister 2008.
2010 konnte sich Jakob von Hausen zusammen mit Konrad Kuhmann beim Junior European Championship 2010 den Titel Junioren Europameister Pirat 2010 sichern.
2012 startete Julian-Hendrik Matschke in der Europe Class bei der Weltmeisterschaft nahe in L´Escala/Girona – Spanien.
2013 startete Christian Baumgart in der Laser-Klasse bei dem World / European Championship U21 auf dem Plattensee / Balatonfüred – Ungarn. Im selben Jahr gewann Martin Klüsener mit dem "Team Münster" auf dem Gardasee das Deutschlandfinale 2013 des BMW Sailing Cup.
2015 ersegelte Josh Köster mit Vorschoterin Jules Tronquet den Deutschen Vizejugendmeistertitel im Pirat.
2022 gewannen Benedikt Otto und Luca Wlecke den Kaffee-Preis für die meiste mitgeführte Menge an Heißem Kaffee auf dem Boot in der Bootsklasse Pirat.
.

## Aktivitäten
Ein Schwerpunkt des Vereins ist die Förderung des Regattasportes insbesondere bei Kindern und Jugendlichen. Ziel ist die Qualifikation für deutsche Meisterschaften (zum Beispiel Internationale Deutsche Jüngstenmeisterschaft (IDJüM) oder Internationale Deutsche Jugendmeisterschaft (IDJM)) sowie für Europa- und Weltmeisterschaften zu erreichen.
Neben Regattaseglern gibt es im Segelclub Hansa auch Freizeitsegler, die mit Jollen den Aasee befahren. Andere Mitglieder sind Fahrtensegler, die in eigenen oder gecharterten Yachten verschiedene Reviere bereisen oder an Atlantiküberquerungen bei der Atlantic Rally for Cruisers (ARC) teilnehmen. Regelmäßig werden zudem auf meist abwechselnden Revieren mit Skippern aus dem Verein Flottillentörns für Mitglieder organisiert. Diese Segeltraingsmaßnahmen auf IJsselmeer, Nord- oder Ostsee sowie verschiedenen Mittelmeer-Küsten und auch immer wieder Karibischen Revieren, finden teils nur an verlängerten Wochenenden aber in der Mehrzahl ein und zweiwöchig statt.

## Ausbildung

Zweikampf bei der „Bockwurst Challenge“ der Piraten-Klasse

Der SC Hansa bildet für verschiedene Sportbootführerscheine aus. Das fängt mit dem DSV Jüngstenschein für Kinder ab dem siebten Lebensjahr an, geht über das IZA („Internationales Zertifikat A“ = Sportboot Führerschein Binnen unter Segeln/Motor), dann das IZB („Internationales Zertifikat B“ = Sportboot Führerschein See) bis hin zum IZC („Internationales Zertifikat C“ = Sportküstenschifferschein).
Für die praktische Segelausbildung SBF-Binnen werden überwiegend die clubeigenen Schwertzugvögel, aber auch die Polyvalken und C55 eingesetzt. Für die Ausbildung zum Jüngstenschein steht für jedes Kind ein Optimist zur Verfügung.
Auszeichnung für hervorragende Ausbildung zum Segeln durch den DSV beim Deutschen Seglertag 2017 in München.
Seit 2018 Landesleistungsstützpunkt des SVNRW.

## Ranglistenregatten

Start zur Kiepenkerlregatta

Die jährlich vom SHM (so lautet das bei Regatten verwendete Vereinskürzel des Segelclubs Hansa Münster) ausgerichtete Kiepenkerlregatta ist eine Ranglisten- B-Regatta der internationalen Optimisten-Klasse. Die Bockwurst-Challenge wird seit 1998 alljährlich von der Jugendgruppe im SHM organisiert, bei der sich die meist jugendlichen Segler in ihren Piraten messen. 2009 wurde zum ersten Mal der als Ranglistenregatta ausgeschriebene Lasercup der Bootsklassen Laser Standard, Laser Radial und Laser 4.7 gesegelt. An den Regatten nehmen Segler aus ganz Deutschland teil.

## Umweltschutz
Dem SC Hansa ist von 1996 bis 2003 die Blaue Flagge vom Deutschen Segler-Verband und der Deutschen Gesellschaft für Umwelterziehung für die umweltorientierte Vereinsarbeit verliehen worden. Im Jahr 2000 erhielt er außerdem den Umweltpreis der Stadt Münster.